# American Composers Orchestra
L'American Composers Orchestra (ACO) è un'orchestra americana con sede a New York City. È l'unica orchestra al mondo dedicata esclusivamente alla creazione, l'esecuzione, la conservazione e la promulgazione di musiche di compositori americani.

## Missione
Attraverso i suoi concerti alla Carnegie Hall e in altre sedi, le registrazioni, le trasmissioni radiofoniche, i programmi educativi, le New Music Readings e le commissioni, la ACO identifica i più brillanti compositori di oggi emergenti, compositori importanti, campioni già affermati così come quelli meno conosciuti ed aumenta la consapevolezza regionale, nazionale e internazionale della varietà infinita della musica americana per orchestra, che riflette le diversità geografiche, stilistiche e temporali.
L'ACO serve anche come un incubatore di idee, di ricerca e di talenti, come un catalizzatore per la crescita e il cambiamento tra le orchestre e come un sostegno per i compositori americani e la loro musica.
Fino ad oggi l'ACO ha eseguito musiche di 500 compositori americani, tra cui più di 100 anteprime mondiali e lavori commissionati.
Il gruppo è stato ideato nel 1975 da Francis Thorne e Dennis Russell Davies, e ha fatto la sua prima esecuzione nel 1977.

## Onorificenze e premi
Tra le onorificenze che la ACO ha ricevuto ci sono premi speciali della American Academy of Arts and Letters e dal BMI riconoscendo l'eccezionale contributo dell'orchestra alla musica americana. L'ASCAP ha assegnato il suo premio annuale per la programmazione avventurosa 29 volte, individuando l'ACO come "l'orchestra che ha fatto di più per la musica americana nuova negli Stati Uniti." L'ACO ha ricevuto la prima edizione del METLife Award per l'eccellenza nel coinvolgimento del pubblico e un proclama dal Consiglio Comunale di New York.

## Registrazioni
Le registrazioni di ACO sono disponibili su ARGO, CRI, ECM, Point, Phoenix Stati Uniti d'America, MusicMasters, Nonesuch, Tzadik, e New World Records.
Maggiori informazioni su American Composers Orchestra sono disponibili online all'indirizzo http://www.americancomposers.org.
L'orchestra dà una serie di concerti annuali alla Carnegie Hall e presso il Centro Annenberg di Filadelfia. Il suo primo concerto è stato dato il 7 febbraio 1977 presso l'Alice Tully Hall al Lincoln Center.

### Ascolto
- Art of the States: American Composers Orchestra

| Controllo di autorità | VIAF (EN) 137736469 · ISNI (EN) 0000 0001 1940 2841 · LCCN (EN) n79115706 · GND (DE) 5075588-2 · J9U (EN, HE) 987007435586205171 |